# Briefmarken-Jahrgang 1962 der Deutschen Bundespost Berlin
Der Briefmarken-Jahrgang 1962 der Deutschen Bundespost Berlin umfasste sieben Sondermarken und zwei Dauermarken. Der Nennwert der Marken betrug 5,67 DM.

## Liste der Ausgaben und Motive
Legende
- Bild: Eine bearbeitete Abbildung der genannten Marke. Das Verhältnis der Größe der Briefmarken zueinander ist in diesem Artikel annähernd maßstabsgerecht dargestellt. Sollten keine Marken abgebildet sein, liegt es daran, dass das Urheberrecht des Künstlers noch nicht erloschen ist.
- Beschreibung: Eine Kurzbeschreibung des Motivs und/oder des Ausgabegrundes. Bei ausgegebenen Serien oder Blocks werden die zusammengehörigen Beschreibungen mit einer Markierung versehen eingerückt.
- Wert: Der Frankaturwert der einzelnen Marke in Pfennig. Ein „+“ bedeutet, dass es sich um eine Zuschlagsmarke handelt (= Frankaturwert + Spende).
- Ausgabedatum: Das Datum des erstmaligen Verkaufs dieser Briefmarke.
- Gültig bis: Das Datum, an dem die Gültigkeit endete.
- Auflage: Soweit bekannt, wird hier die zum Verkauf angebotene Anzahl dieser Ausgabe angegeben.
- Entwurf: Soweit bekannt, wird hier angegeben, von wem der Entwurf dieser Marke stammt.
- Mi.-Nr.: Diese Briefmarke wird im Michel-Katalog unter der entsprechenden Nummer gelistet.

| Sondermarken | |                  |                       |                   |            |                     |         |
| Bild         | Beschreibung | Werte in Pfennig | Ausgabe- datum (1962) | gültig bis        | Auflage    | Entwurf             | Mi.-Nr. |
|              | Briefmarkensatz Alt-Berlin - Die Linden um 1650                                                                                      | 7                | 27. Juni              | 31. Dezember 1966 | 21.085.000 | Joachim Hans Hiller | 218     |
|              | - Waisenbrücke um 1783 | 10               | 27. Juni              | 31. Dezember 1966 | 98.585.000 | Joachim Hans Hiller | 219     |
|              | - Berliner Stadtschloss um 1703 | 20               | 27. September         | 31. Dezember 1966 | 40.430.000 | Joachim Hans Hiller | 221     |
|              | - Schloss Bellevue um 1800 | 40               | 17. September         | 31. Dezember 1966 | 10.680.000 | Joachim Hans Hiller | 223     |
|              | - Parochialkirche um 1780 | 70               | 27. Juli              | 31. Dezember 1966 | 7.630.000  | Joachim Hans Hiller | 226     |
|              | - Grunewaldsee mit Jagdschloss Grunewald um 1790                                                                                     | 1 DM             | 7. Dezember           | 31. Dezember 1966 | 5.575.000  | Joachim Hans Hiller | 229     |
|              | 50 Jahre Luftpostbeförderung vierstrahliges Düsenflugzeug, davor der „Gelbe Hund“ von 1912 aus den Euler-Werken                      | 60               | 12. September         | 31. Dezember 1963 | 5.000.000  | Michel + Kieser     | 230     |
| Dauermarken  | |                  |                       |                   |            |                     |         |
| Bild         | Beschreibung | Werte in Pfennig | Ausgabe- datum (1962) | gültig bis        | Auflage    | Entwurf             | Mi.-Nr. |
|              | Dauermarken Bedeutende Deutsche (Briefmarkenserie) - Friedrich Schiller (1759–1805), Dichter, Dramatiker, Philosoph sowie Historiker | 60               | 12. April             | 31. Dezember 1970 | 9.000.000  | Michel + Kieser     | 209     |
|              | - Gerhart Hauptmann (1862–1946), deutscher Schriftsteller, 1912 Nobelpreis für Literatur                                             | 2 DM             | 12. April             | 31. Dezember 1970 | 6.000.000  | Michel + Kieser     | 213     |